# NGC 6669
NGC 6669 — группа звёзд в созвездии Геркулес.
Этот объект входит в число перечисленных в оригинальной редакции «Нового общего каталога».